# 김영만 (1950년)
김영만(金永萬, 1950년 ~ )은 대한민국의 미술기업가 겸 대학 교수이다.

## 이력
창의적 종이접기 예술의 명대가로도 유명한 그는 현재 아트 오뜨 대표이사 겸 종이문화재단 평생교육원 원장을 지내고 있으며 이와 동시에 수원여자대학교 아동미술학과 마산대학교 아동놀이방송심리과 겸임교수를 맡고 있다.

## 출연작

### TV 프로그램
- 1988년 : KBS1 《TV 유치원》
- 1996년 : 대교어린이TV 《김영만의 미술나라》
- 1997년 : KBS2 《혼자서도 잘해요》
- 2002년 : 동아TV 《군대 병영 체험》 ... 군대 체험 게스트
- 2015년 : MBC TV 《마이 리틀 텔레비전》
- 2015년 : SBS TV 《오! 마이 베이비》 ... 손주안네와 함께 특별출연
- 2016년 : 대전MBC 《허참의 토크&조이》 ... 게스트
- 2016년 : KBS2 《1 대 100》
- 2018년 : EBS 《생방송 톡!톡! 보니하니》 ... 초등학생 대신 해결단 초대해 게스트
- 2019년 : MBC 《생방송 행복드림 로또 6/45》... 게스트 857회

### 라디오 프로그램
- 2016년 : EBS FM 《영어 할 수 있다! Can can can》 ... 스페셜 게스트

### 광고
- 종이나라
- 지구화학 불어펜
- 키난빌 반짝커